# Theobroma (Rondônia)
Theobroma is een gemeente in de Braziliaanse deelstaat Rondônia. De gemeente telt 10.325 inwoners (schatting 2009).